# Мохамед Абдуллагі Мохамед
Мохамед Абдуллагі Мохамед «Фармаджо» (сом. Maxamed Cabdulaahi Maxamed Farmaajo, араб. محمد عبد الله محمد‎‎, нар. 5 травня 1962, Моґадішо) — сомалійський дипломат, професор і політик, президент Республіки Сомалі 16 лютого 2017 – 15 травня 2022. 
Обіймав посаду прем'єр-міністра Сомалі листопад 2010 — червень 2011, а також є засновником і головою партії Тайо. Став президентом після того, як здобув на виборах 2017 року 184 голоси із загальних 328.